# Augusto César Lendoiro
Augusto Joaquín César Lendoiro, né le 6 juin 1945 à Corcubión (province de La Corogne, Espagne), est un dirigeant du sport et ancien homme politique espagnol. Il préside le Deportivo La Corogne entre juin 1988 et janvier 2014. Il a aussi co-fondé et présidé le club de rink hockey Liceo de La Corogne.

## Biographie
Il étudie le Droit.
En 1972, il est un des cofondateurs du club de rink hockey Liceo de La Corogne qui remporte par la suite de nombreux titres de champion d'Espagne et d'Europe.
En 1987, il est élu au conseil municipal de La Corogne avec le Parti populaire.
En juin 1988, il devient président du Deportivo La Corogne alors que le club est endetté et au bord de la relégation en Segunda División B. À partir de 1992, le club se hisse au niveau des meilleurs clubs espagnols et remporte la Liga en 2000. 
Il quitte la présidence du club en janvier 2014 ; Tino Fernández lui succède.